# Anartodes magna
Anartodes magna är en fjärilsart som beskrevs av Barnes och Benjamin 1924. Anartodes magna ingår i släktet Anartodes och familjen nattflyn. Inga underarter finns listade i Catalogue of Life.